# 恶魔岛 (电视剧)
《恶魔岛》（英語：Alcatraz）是一部由伊丽莎白·萨诺夫、史蒂文·利连和布莱恩·温布兰特原作，J·J·艾布拉姆斯的壞機械人製片公司制作的美国电视连续剧，于2012年1月16日开始在Fox电视台首映。连续剧以1963年关闭的加州旧金山湾阿尔卡特拉斯岛（俗称恶魔岛）联邦监狱为背景，讲述关闭时监狱的囚犯和狱警神秘失踪并在2012年重新出现，联邦调查局派人追踪他们的下落并调查事件真相的故事。连续剧由莎拉·瓊斯、乔治·加西亚和山姆·尼尔担任主演。2012年5月9日，该电视剧被取消。

## 剧情概要
1963年3月21日，恶魔岛联邦监狱超过300名囚犯和超过40名狱警神秘失踪。为了掩盖这个失踪事件，政府编造了监狱因为条件恶劣而关闭，所有囚犯都转送到其他监狱的故事。当时，年轻的狱警埃莫森·豪泽（山姆·尼尔饰演）第一个发现这个神秘事件，之后他成为联邦调查局探员，领导一个秘密小组以追踪失踪人员的下落并调查事件真相。50年后的旧金山，这些失踪者开始出现，而且都没有变老。为了捕获这些人，豪泽招募旧金山重案组警察丽贝卡·麦德森（莎拉·瓊斯饰演）和恶魔岛史专家迭戈·索托博士（乔治·加西亚饰演）进入秘密小组。而失踪者似乎没有任何时间穿越的记忆，并被强迫寻找一些特定的物品。

## 出場人物

### 主要角色
麥碧嘉（Rebecca Madsen）
演員：莎拉·瓊斯（Sarah Jones），粵語配音員：謝潔貞
旧金山重案组警察。
侯安信（Emerson Hauser）
演員：山姆·尼尔（Sam Neill），粵語配音員：招世亮(第1-12集)、潘文柏(第13集)
FBI探员，1963年曾经作为警员抵达恶魔岛联邦监狱并发现失踪事件。
蘇迪高（Diego "Doc" Soto）
演員：乔治·加西亚（Jorge Garcia），粵語配音員：蕭徽勇
刑事司法和美国内战史哲学博士，小说《恶魔岛》的作者，漫画店拥有者。
托马斯·麦德森（Thomas "Tommy" Madsen，编号：2002）
演員：大衛·霍福林（David Hoflin），粵語配音員：朱子聰
丽贝卡·麦德森的祖父，罪惡島事件真相的關鍵人物。
白露思（Lucille "Lucy" Banerjee）
演員：帕敏德·纳格拉（Parminder Nagra），粵語配音員：黃玉娟
埃莫森·豪澤的同事，1963年恶魔岛联邦监狱的医生之一。
岳威（Ray Archer）
演員：罗伯特·福斯特（Robert Forster），粵語配音員：陳曙光
以前叫（Ray Madsen），麗貝卡·麥德森祖父的弟弟(麗貝卡·麥德森不知情)，為加入恶魔岛联邦监狱照顧兄長而改性。
詹艾宏（Edwin James）
演員：强尼·科恩（Jonny Coyne），粵語配音員：古明華(第1-8集)、張炳強(第9-13集)
恶魔岛联邦监狱监狱长。
戴艾柏（Elijah Bailey "E.B." Tiller）
演員：杰森·巴特勒·哈纳（Jason Butler Harner），粵語配音員：潘文柏
恶魔岛联邦监狱副监狱长。
布瑞加德医生（Dr. Beauregard）
演員：里昂·里皮（Leon Rippy），粵語配音員：張錦江
1963年恶魔岛联邦监狱的医生之一。

### 分集角色

#### 囚犯
杰克·西尔万（Jack Sylvane，编号：2024）
演員：傑佛瑞·皮爾斯（Jeffrey Pierce），粵語配音員：雷霆
在囚時和托马斯·麦德森相識，深愛自己的情人，在現代為見情人一面而千方百計，第一個捉回罪惡島的囚犯。
欧内斯特·柯布（Ernest Cobb，编号：2047）
演員：乔·艾金德（Joe Egender），粵語配音員：關令翹
可於500碼內擊中目標的狙擊手。
柯特·尼尔森（Kit Nelson，编号：2046）
演員：麥可·艾克隆（Michael Eklund），粵語配音員：雷霆
殘殺小童的冷血殺手。
卡尔·斯文尼（Cal Sweeney，编号：2112）
演員：埃里克·约翰森（Eric Johnson），粵語配音員：葉振聲
惡名昭彰的銀行劫匪。
帕克斯顿·佩蒂（Paxton Petty，编号：2223）
演員：詹姆斯·皮兹纳托 （James Pizzinato），粵語配音員：不明
軍事地雷專家。
约翰尼·麦基（Johnny McKee，编号：2055）
演員：亞當·羅森博格（Adam Rothenberg），粵語配音員：曹啟謙
精通化學的連環殺人犯。
平堅·埃姆斯（Pinky Ames，编号：2177）
演員：格雷厄姆·希爾斯（Graham Shiels），粵語配音員：陳廷軒
赫爾曼·埃姆斯的弟弟，目標為罪惡島的驚世寶藏。
赫爾曼·埃姆斯（Herman Ames，编号：2178）
演員：特拉維斯·亞倫·韋德（Travis Aaron Wade），粵語配音員：關令翹
平堅·埃姆斯的兄長，目標為罪惡島的驚世寶藏。
桑尼·伯內特（Sonny Burnett，编号：2088）
演員：迪奧·羅西（Theo Rossi），粵語配音員：黃啟昌
只綁票勒索富商的罪犯。
克拉倫斯·蒙哥馬利（Clarence Montgomery，编号：2214）
演員：馬赫夏拉·阿里（Mahershala Ali），粵語配音員：梁偉德
曾殺死自己情人而且行兇手法奇怪的犯人。
韋伯·波特（Webb Porter，编号：2012）
演員：雷米·馬利克（Rami Malek），粵語配音員：周良鴻
專門謀殺女性，更會把受害者的頭髮剪下製成小提琴弓。
加勒特·斯蒂爾曼（Garrett Stillman，编号：2109）
演員：格雷格·埃利斯（Greg Ellis），粵語配音員：曹啟謙
二戰後由英國移居美國的軍事戰略家，智商相當高。
乔·利默里克（Joe Limerick，编号：無）
演員：布萊登·佛雷切（Brendan Fletcher），粵語配音員：不明
因特殊情況而沒有编号。

#### 狱警
盖伊·哈斯廷斯（Guy Hastings）
演員：吉姆·帕莱科（Jim Parrack），粵語配音員：黃啟昌
罪惡島的第一班狱警之一，在現代進行一連串暴行。
多諾萬主任（Officer Donovan）
演員：弗蘭克·惠利（Frank Whaley），粵語配音員：葉振聲
為了罪惡島的驚世寶藏而和罪犯兄弟合作。
「青年」岳威（the young Raymond "Ray" Archer）
演員：羅比·阿梅爾（Robbie Amell），粵語配音員：曹啟謙

## 评价
2011年6月，在开过电视试播集的记者投票中，恶魔岛被选入八部最令人期待的新剧集中的一部。在Metacritic网站上，平均获得63/100的评分。
恶魔岛开播时，有超过1000万的美国观众观看了前两集。但是电视的收视率一路下滑，到第五集时仅有接近700万的观看者。

## 海外播放
| 播放國/地方                             | 播放電視台         | 開播日          | 消息來源                                                               |
| --------------------------------------- | ------------------ | --------------- | ---------------------------------------------------------------------- |
| 香港                                    | 電視廣播有限公司   | 2012年9月18日   | [ 6 ]                                                                  |
| Arab world                              | MBC Action         | 2012年1月19號日 | [ 來源請求 ]                                                           |
| 阿根廷                                  | Warner Channel     | 2012年1月23日   | [ 來源請求 ]                                                           |
|                                         | Nine Network       | 2012年2月13日   | [ 7 ]                                                                  |
| 比利时                                  | VIER and RTBF      | 2012年3月26日   | https://web.archive.org/web/20160305144656/http://www.vier.be/alcatraz |
| 巴西                                    | Warner Channel     | 2012年1月23日   | [ 來源請求 ]                                                           |
| 加拿大 (English)                        | City               | 2012年1月16日   | [ 8 ]                                                                  |
| 加拿大 魁北克省 (French)                | Ztélé              | 2012年1月30日   | [ 9 ]                                                                  |
| 丹麦                                    | Kanal 5            | 2012年3月11日   | [ 10 ]                                                                 |
| 爱沙尼亚                                | Kanal 2            | 2012年11月27日  | [ 來源請求 ]                                                           |
| 芬兰                                    | Sub                | 2012年9月2日    | [ 11 ]                                                                 |
| 法國                                    | NT1                | 2013年1月12日   | [ 12 ]                                                                 |
| 德国                                    | RTL Nitro          | 2012年9月19日   | [ 13 ]                                                                 |
| 印度                                    | Star World         | 2012年11月10日  | [ 14 ]                                                                 |
| 爱尔兰                                  | Watch and RTE      | 2012年3月13日   | [ 15 ]                                                                 |
| 以色列                                  | HOT                | 2012年3月       | [ 16 ]                                                                 |
| 義大利                                  | Premium Crime      | 2012年1月30日   | [ 來源請求 ]                                                           |
| Latin America, except Argentina, Brazil | Warner Channel     | 2012年1月22日   | [ 來源請求 ]                                                           |
| 荷蘭                                    | Net 5              | 2013年3月16日   | [ 17 ]                                                                 |
| 新西兰                                  | TV One             | 2012年12月5日   | [ 來源請求 ]                                                           |
| 挪威                                    | TVNorge            | 2012年2月9日    | [ 來源請求 ]                                                           |
| 巴基斯坦                                | Star World         | 2012年11月10日  | [ 14 ]                                                                 |
| 波蘭                                    | Platforma n VOD    | 2012年2月6日    | [ 來源請求 ]                                                           |
| 菲律賓                                  | CHASE on BEAM 31   | 2012年2月18日   | [ 來源請求 ]                                                           |
| 葡萄牙                                  | RTP2               | 2012年3月16日   | [ 18 ]                                                                 |
| 南非                                    | M-Net and M-Net HD | 2012年5月29日   | [ 19 ]                                                                 |
| 西班牙                                  | TNT (pay)          | 2012年1月17日   | [ 來源請求 ]                                                           |
| 西班牙                                  | La Sexta (free)    | 2012年2月8日    | [ 20 ]                                                                 |
| 瑞典                                    | TV4                | 2012年4月9日    | [ 21 ]                                                                 |
| 泰國                                    | True Series        | 2012年6月17日   | [ 來源請求 ]                                                           |
| 土耳其                                  | DiziMax            | 2012年1月21日   | [ 來源請求 ]                                                           |
| 英国                                    | Watch              | 2012年3月13日   | [ 15 ]                                                                 |